# Hissa Hilal
Hissa Hilal (arab. حصة هلال) – poetka z Arabii Saudyjskiej. Wcześniej publikowała pod pseudonimem Remia, zyskała sławę poza światem arabskim, kiedy recytowała wiersz przeciwko fatwom w konkursie poezji telewizyjnego reality show Poeci Miliona (Million`s Poet) w Zjednoczonych Emiratach Arabskich, i stała się pierwszą kobietą, która dotarła do finału programu.

## Wczesne lata życia i początki poetyckie
Hilal, której pełne imię to Hissa Hilal al-Malihan al-'Unzi, urodziła się w północno-zachodniej Arabii Saudyjskiej, niedaleko Jordanii, w społeczności Beduinów i zaczęła pisać wiersze w wieku 12 lat, w tym na tematy pisania i sprawiedliwości. Ukryła swoją poezję przed rodziną, która nie popierała tego zachowania. Uczyła się w liceum w Bahrajnie, gdzie poznała klasyczną literaturę angielską, ale z powodów finansowych nie mogła uczęszczać na uniwersytet. 
Hilal mogła opublikować niektóre ze swoich wierszy w saudyjskich gazetach i czasopismach, pracując na stanowisku urzędniczym w szpitalu w Rijadzie, wykorzystując pieniądze z pierwszej sprzedaży na zakup faksu, aby mogła pisać artykuły o sztuce z domu. Hilal pracowała jako redaktorka i korespondentka w wielu gazetach i czasopismach w Arabii Saudyjskiej i regionie Zatoki Perskiej, a także była redaktorem działu poezji w Al-Hayat. Opublikowała dwa zbiory poezji, The Language of the Sand Heap (1993) i The Bedewed One. W tym czasie pisała pod pseudonimem „Remia”. 
Hilal mówi, że małżeństwo dało jej bardziej twórczą wolność od rodziny i że jej czwórka dzieci jest źródłem stabilności. Jej mąż jest także poetą. Hilal chciała rywalizować we wcześniejszych sezonach Poeci Miliona (Million`s Poet), ale jej mąż, choć nie odmawiał jej pisemnego zezwolenia na to, aby jako Saudyjka mogła podróżować poza granicami kraju, wahał się go udzielić. Dopiero na czwarty sezon programu dał jej pozwolenie.

## Poeci Miliona (Million`s Poet)
Hilal i jej poezja były entuzjastycznie wychwalane zarówno przez sędziów, jak i publiczność programu. Jeden z sędziów powiedział: „Jej siła polega na wymyślaniu obrazów ... Jej poezja jest potężna. Zawsze ma przesłanie i silną opinię, nawet na kontrowersyjne tematy.” Najsłynniejszym wierszem Hilal z konkursu był „Chaos fatw” Skrytykowała w rymowanych daktylach „barbarzyńskich” duchownych, którzy rządzą jej krajem, potępiając przemoc i ograniczenia praw wynikające z ich fundamentalistycznej postawy. Wiersz był postrzegany jako reakcja konkretnie na ostatnie uwagi szejka Abdula-Rahmana al-Barraka, w których wezwano do zabicia zwolenników integracji seksualnej. Hilal otrzymała pogróżki za ten wiersz. Mówi, że używa w swoich wierszach prowokującego języka i obrazów, takich jak opis fundamentalistycznych duchownych, który przywołuje obraz zamachowców-samobójców, ponieważ „ekstremizm jest tak silny i nie można o nim rozmawiać w żaden inny sposób”. Wiersz Hissy Hilal w następnym programie składał się z 15 wersów o podobnej tematyce i zdobył jej najwyższy wynik w rundzie, miejsce w finale oraz pochwałę sędziów za jej odwagę. 
Wiersz Hilal w przedostatniej rundzie mówił, że media, temat wybrany przez sędziów, można wykorzystać do walki z ignorancją i cenzurą. „Dołączam do ptaków światła w bitwie o oświecenie, chcemy powstać ze światem, który walczy z ignorancją.” Hilal zajęła trzecie miejsce w konkursie, wygrywając 3 miliony dirhamów i zachęcając więcej kobiet na widowni do udziału w finale niż kiedykolwiek przedtem. Jej ostatnim występ był wierszem adresowanym przez poetę do własnych wierszy: „Masz machające skrzydło / Nie będziesz zdradzony przez otwarte niebo.”  Otrzymała najwyższą ocenę od składu sędziowskiego, co stanowi 60% końcowego wyniku zawodnika, ale nie zdobyła wystarczającej liczby głosów publiczności, aby wygrać konkurs. The Independent pisze, że konkurs Poeci Miliona (Million`s Poet) są szczególnie niezwykłym miejscem dla jej przesłania, biorąc pod uwagę konserwatyzm jej formatu”, który promuje tradycyjną poezję i może dotrzeć do szerszej i bardziej konserwatywnej publiczności niż pokazy talentów inspirowane Zachodem; ponieważ gatunek jest szanowany i tradycyjny, treść może przekraczać granice. Hilal dodaje, że ponieważ ekstremistyczni duchowni są w stanie poprzeć, używając „religijnych terminów i wyrażeń, które są głęboko zakorzenione w psychice wszystkich”, umiarkowani powinni przeciwdziałać im przy użyciu podobnej retoryki, a nie nowoczesnego języka, z którym ludzie nie będą się odnosić. Analitycy sugerują, że ta forma poezji jest coraz częściej wykorzystywana do omawiania problemów społecznych i że udział Hilal prawdopodobnie przyczyni się do tego trendu. Pojawienie się Hilal w programie noszącej nikab zostało odnotowane w mediach. Stwierdziła, że zrobiła to, aby jej męscy krewni, którzy popierają jej poezję, nie byli krytykowani przez innych mężczyzn i że miała nadzieję, że jej córki nie będą musiały zakrywać twarzy. Hilal powiedziała, że jej doświadczenie w noszeniu nikabu podczas podróży poza Arabią Saudyjską było częścią tego, co doprowadziło do powstania „Chaosu fatw”; negatywne reakcje, jakie otrzymała od ludzi z Zachodu, sprawiły, że pomyślała o tym, jak ekstremiści ze swojej religii nadali wszystkim muzułmanom złe imię

## Późniejsza twórczość
Po uczestnictwie w  Poetach Miliona  Hilal opublikowała kilka kolejnych książek. Divorce and Kholu' Poetry: A Reading of the Status of Women in Tribal Society and Nabati Poetry as a Witness (2010) to zbiór wierszy napisanych przed 1950 r. przez kobiety beduińskie. Hilal zredagowała zbiór, który uważa za demonstrujący wolność słowa i autonomię w sprawach rodzinnych, które kobiety w Arabii Saudyjskiej miały w poprzednich pokoleniach. Książka zawiera wiersze pięćdziesięciu poetek z różnych plemion beduińskich i składa się z dwóch części: „Prawo wyboru” i „Odrzucenie i opór”. Hilal mówi o tej książce: „Plemienne kobiety recytowały wiersze z prośbą o rozwód, a kiedy ich mężowie to usłyszeli, rozwodzili się z nimi”. Wiele wierszy w książce zostało po raz pierwszy zebranych przez Abdallaha ibn Raddasa w latach pięćdziesiątych i lata 60. XX wieku i opierają się na historiach z ustnej tradycji o kobietach, które szukały separacji od męża, czy to z pragnienia niezależności i wolności wypowiedzi, frustracji z mężem, czy też zuchwałych lub seksistowskich teściów, lub o silnej woli ich reakcji na nakazy rozwodowe zapoczątkowane przez mężów. Antologia Hilal jest sprzeczna z rozpowszechnionym poglądem, że współczesne społeczeństwo jest bardziej cywilizowane niż społeczeństwo plemienne starszych czasów i ilustruje różnice między rolami płciowymi w społecznościach pustynnych Beduinów i społecznościach miejskich, które zaczęły dominować. Enlightenment (2011)  to kompilacja wierszy Hilal z ostatniej dekady i zawiera „Chaos fatw”. 
Jej twórczość nie została dotąd przetłumaczona na język polski. 